# Illuminati nas teorias de conspiração
As teorias conspiratórias envolvendo os Illuminati são teorias da conspiração que afirmam que a "sociedade filosófica" alemã dos Illuminati da Baviera, historicamente dissolvida em 1785, tem persistido na clandestinidade e prossegue com um plano secreto para dominar o mundo. Essas teorias, cuja primeira referência remonta às obras de John Robison e Augustin Barruel, são confundidas com as teorias conspiratórias maçônicas, segundo as quais os Illuminati realizaram seus planos de infiltração em diferentes governos, particularmente a partir de revoluções, e em outras sociedades secretas, incluindo a Maçonaria.
Se os estudos históricos estimam que os Illuminati não sobreviveram para além do final do século XVIII · , a denominação "Illuminati" é usada como um termo genérico no folclore das teorias da conspiração para sintetizar as teorias que identificam como conspiradores diversos grupos (maçons, judeus, sionistas, comunistas, várias sociedades secretas, organizações internacionais) e para designar o sistema resultante - o núcleo dos "senhores do mundo".

## História

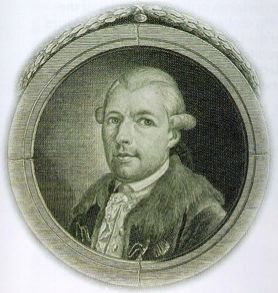
Adam Weishaupt, o fundador dos Illuminati

A Ordem dos Illuminati era uma sociedade secreta Era do Iluminismo fundada em 1 de maio de 1776, em Ingolstadt (Baviera), por Adam Weishaupt, que foi o primeiro professor leigo de Direito Canónico na Universidade de Ingolstadt. O movimento consistiu de livres-pensadores, secularistas, liberais, republicanos e pró-feministas, recrutados nas lojas maçônicas da Alemanha, que visavam promover o perfeccionismo, através de escolas de mistério. Em 1785, a ordem foi infiltrada, quebrada e reprimida pelos agentes do governo de Carlos Teodoro, Eleitor da Baviera, em sua campanha para neutralizar a ameaça das sociedades secretas que nunca se tornam focos de conspirações para derrubar a monarquia da Baviera e da sua religião do Estado, o Catolicismo .
No final do século XVIII, os teóricos da conspiração reacionários, como o físico escocês John Robison e o sacerdote jesuíta francês Augustin Barruel, começaram a especular que os Illuminati sobreviveram à repressão e tornaram-se os cérebros por trás da Revolução Francesa e do Reino do Terror. Os Illuminati foram acusados de serem déspotas-esclarecidos que estavam tentando secretamente orquestrar uma revolução mundial, a fim de globalizar os ideais mais radicais do Iluminismo - o anticlericalismo, a antimonarquia e o antipatriarcalismo. Durante o século XIX, o medo de uma conspiração dos Illuminati era uma preocupação real das classes dominantes europeias, e suas reações opressivas para este medo infundado provocou em 1848, as revoluções que muito procuravam impedir.
Durante o período entre-guerras do século XX, os propagandistas fascistas, como a historiadora revisionista britânica Nesta Webster e a socialite americana Edith Starr Miller, não só popularizaram o mito de uma conspiração dos Illuminati, mas alegaram que era uma sociedade secreta subversiva que servia as elites judaicas que supostamente apoiavam tanto o capitalismo financeiro e quanto o comunismo soviético para dividir e governar o mundo. O evangelista americano Gerald Burton Winrod e outros teóricos da conspiração dentro do movimento fundamentalista cristão nos Estados Unidos, que surgiram na década de 1910 como uma reação contra os princípios do Iluminismo, modernismo e liberalismo, tornaram-se o principal canal de divulgação de teorias da conspiração Illuminati. Os populistas de direita em seguida começaram a especular que algumas fraternidades colegiadas, os clubes de cavalheiros e as Usina de ideias da classe alta americana são organizações de fachada dos Illuminati, que acusam de conspirar para criar uma Nova Ordem Mundial através de um governo mundial.
Os céticos argumentam que as evidências sugerem que os Illuminati da Baviera não são nada mais do que uma nota curiosa histórica já que não há provas de que os Illuminati sobreviveram a sua supressão em 1785.

## Supostos objetivos
Segundo as teorias, Weishaupt teria criado esta sociedade com o propósito de derrotar os governos e reinos do mundo e erradicar todas as religiões e crenças para governar as nações sob uma Nova Ordem Mundial, com base em um sistema internacionalista, criar uma moeda única e uma religião universal, onde de acordo com suas crenças, cada pessoa poderia atingir a perfeição.
No entanto, os propósitos finais desta sociedade, eram conhecidos apenas por Weishaupt e seus seguidores mais próximos. Alguns autores, como Nesta Webster, e descrevem os seis objetivos de longo prazo dos Illuminati:
- Abolição da monarquia e todos os governos organizados sob o Antigo Regime.
- Abolição da propriedade privada dos meios de produção para os indivíduos e sociedades, com a consequente abolição das classes sociais.
- Abolição dos direitos de herança em qualquer caso.
- Destruição do conceito de patriotismo e nacionalismo e sua substituição por um governo mundial e de controle internacional.
- Abolição do conceito da família tradicional e clássica.
- Proibição de qualquer religião (especialmente a destruição da Igreja Católica Romana), estabelecendo um ateísmo oficial.

## Outras atribuições ao nome Illuminati

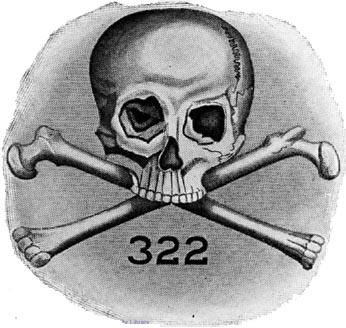
Símbolo da Skull and Bones (Caveira e Ossos). Teorias conspiratórias afirmam que a Skull And Bones seja o ramo americano dos Illuminati

Além dos "Illuminati Bavaros", muitas sociedades secretas de gênero "ocultas" ou ligados a tradições esotéricas são por vezes associadas com o termo "Illuminati" porque são inspiradas por princípios semelhantes, tanto para a referência à descendência comum na identificação da "Luz", sinônimo de conhecimento (gnose) e a expansão da visão e do quadro perceptivo (ou clarividência).
Entre a Idade Média e a Idade Moderna vários grupos se auto-definem como "iluminados": os Irmãos do Livre Espírito, os Rosacruzes, os Alumbrados, os Illuminés, os Martinistas, o Palladium, entre outros.
Uma vez que a partir do século XIX, especialmente no campo das teorias da conspiração, o termo "Illuminati" será geralmente associado com os seguidores de sociedades secretas de inspiração oculta e / ou globalista, independentemente do fato de eles serem realmente relacionados com a Ordem Illuminati: os Skull & Bones, Grupo Mesa Redonda, a Sociedade Fabiana, o Royal Institute of International Affairs, o Council on Foreign Relations, o Bohemian Club, o Clube de Bilderberg, a Comissão Trilateral, o Clube de Roma, a Fundação Carnegie, a Fundação Rockefeller, etc.

## Principais teorias
Desde o final do século XVIII até meados do século XX, muitos teóricos de conspiração reacionários especulam que os Illuminati sobreviveram a sua supressão, por causa de sua suposta infiltração na Maçonaria, e se tornaram o cérebro por trás de grandes eventos históricos como a Revolução Americana, a Revolução Francesa, a Revolução Russa, as Guerras Mundiais e até os ataques de 11 de setembro de 2001; levando a cabo um plano secreto para subverter as monarquias da Europa e a religião Cristã visando a formação de uma Nova Ordem Mundial secular baseada na razão científica.

### Os Illuminati como autores da Revolução Francesa

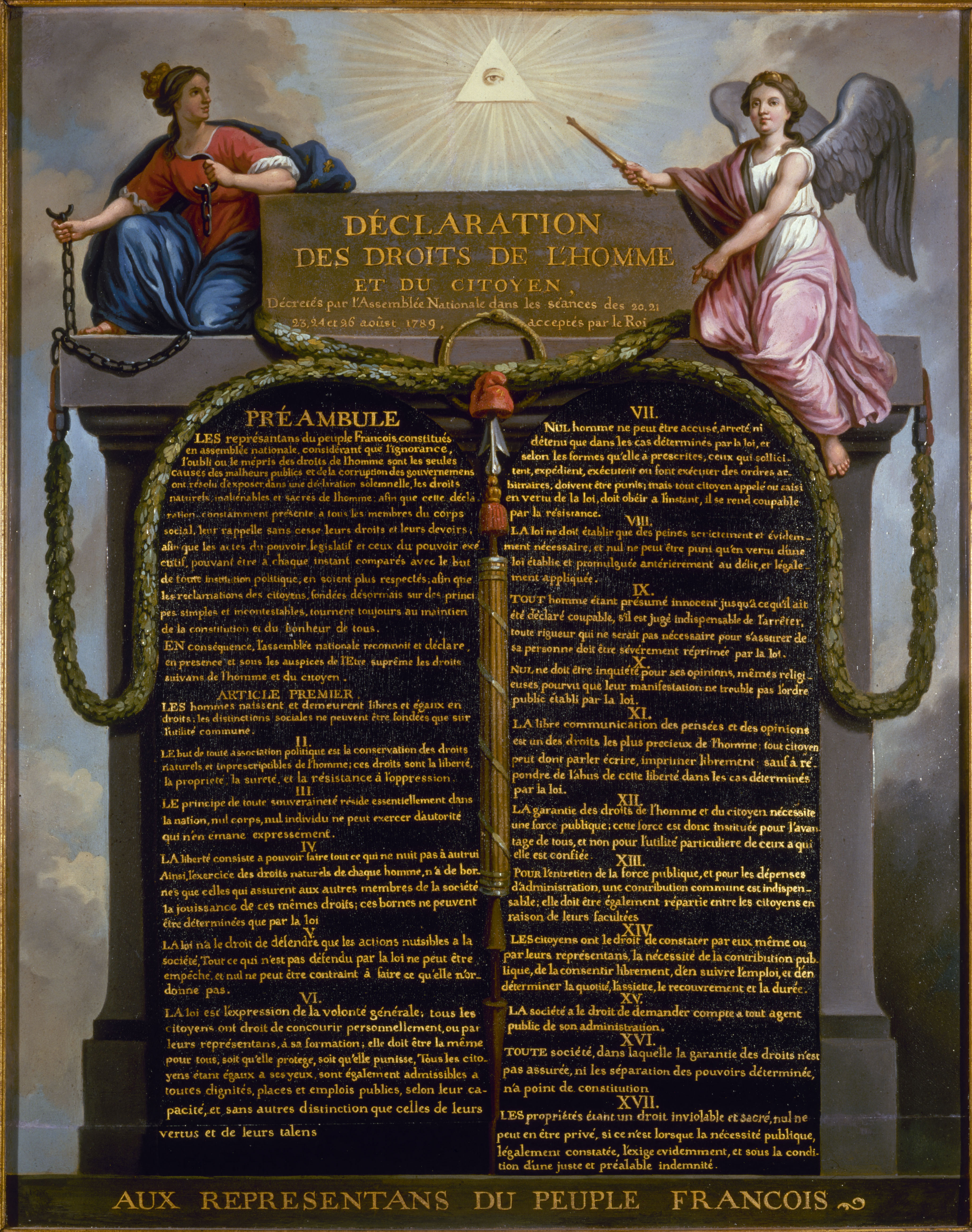
Declaração dos Direitos do Homem e do Cidadão em 1789, com o símbolo do "olho que tudo vê.

Esta teoria tem três origens. Em 1786, Ernst August von Göchhausen em seu livro "Revelações sobre o sistema político cosmopolita", denunciou uma conspiração maçônica-Illuminati-jesuítica e previu uma "revolução mundial inevitável", três anos antes da Revolução Francesa. No início do século XIX, o padre jesuíta francês Augustin Barruel (parceiro literário de Jacques Lefranc-François também compartilhou desta opinião em um livro, igualmente Pierre-Joseph Clorivière Antoine de Rivarol) e o estudioso e maçom escocês John Robison tentaram mostrar, independentemente uns dos outros, que bem mais dos fatores tais como a repressão contínua do Terceiro Estado, da fome e da má gestão da crise subsequente de Luís XVI, o fator predominante que desencadeou a revolução seria um preparação metódica do processo revolucionário, cuja execução foi elaborada por um plano anos antes de sua explosão, para que este processo ocorresse, seria necessário principalmente duas coisas:
- Um clima intelectual e cultural adequado que alimentasse as forças potenciais. Como uma situação de grave alteração generalizada que obrigasse a população a reivindicar mudanças. O clima que necessitava para a Revolução Francesa criou ao longo dos anos do enciclopedismo e do Iluminismo, que foi um movimento do pensamento iluminista.
- Um grupo de líderes e agitadores, que será responsável pela organização e mobilização das massas para alcançar os objetivos desejados (presumivelmente os Illuminati).

Foram propostas, em primeiro lugar, três "provas":
- Em primeiro lugar, todos os ideólogos, os diretores e líderes políticos da Revolução Francesa, sem exceção, teriam sido maçons, dos teóricos propagandistas como Montesquieu, Rousseau, D'Alembert, Voltaire e Condorcet, mesmo os mais proeminentes ativistas da Revolução, do Reino do Terror, do Diretório e os bonapartistas como o Conde de Mirabeau, que criou a Ordem em França e os revolucionários Saint-Just, Camille Desmoulins, Danton, Jacques Hébert, Jean Paul Marat, Robespierre, Filipe de Orleans, Fouché, Emmanuel Joseph Sieyès, François Babeuf (líder da chamada Conspiração dos Iguais e considerado um dos primeiros teóricos do comunismo e um pré-anarquista), Rouget de L'Isle (compositor de "La Marseillaise"), Lafayette (criador do laço tricolor), e mesmo Napoleão. O famoso conde de Cagliostro, que participou nas parcelas do processo revolucionário francês, criou a Maçonaria Egípcia e também recebeu iniciação nos alojamentos de Weishaupt. Por outro lado, o fato de que o grito de Liberdade, Igualdade e Fraternidade ter sido o lema da Revolução Francesa, bem como a divisa da Maçonaria, confirma que, na realidade, incluindo ou não os Illuminati, foram os maçons do século XVIII que desenvolveram a revolução. Também o ícone maçônico o gorro frígio, que simbolicamente e iniciaticamente representa um toque maior que a de uma coroa,[10] desempenha um papel importante na Revolução Francesa, como mostrado no trabalho de Eugène Delacroix "a Liberdade guiando o povo".

A personificação da Liberdade de Delacroix usando gorro frígio.

- Em segundo lugar, houve na França pouco antes da Revolução Francesa, uma loja de maçons, cujo nome era muito semelhante ao da ordem de Adam Weishaupt, "Les Illuminati". Uma vez que este grupo era pequeno e de menor influência, tão pouco como o fato de que os Illuminati franceses eram seguidores de uma tendência mística e uma iluminação radical de Adolph von Knigge, que Weishaupt não tinha em mente.
- Finalmente, em fevereiro 1787, foi realizado na França pela Assembleia de Notáveis, convocada por Charles Alexandre de Calonne. E nos anos posteriores, 1788 e 1789, uma loja maçônica em Paris, "Amis réunis" recebeu alguns de posições de topo dos Illuminati e dissolvidos, como Johann Christoph Bode e o Barão de Busche.

As obras  de Barruel e Robison ganharam popularidade entre os muitos partidários da direita radical e outros setores. A mencionar, por exemplo, o historiador inglês e teóricos da conspiração da década de 1920 Nesta Webster, da sociedade americana de John Birch Society, e o ex-candidato presidencial Pat Robertson e outros, como Des Griffin e Jan Udo Holey.
Por outro lado, no século XIX, o escritor Charles Louis Cadet de Gassicourt explicou a ação subterrânea das sociedades secretas na Revolução Francesa e o padre Nicolas Deschamps relatou uma conspiração maçônica na Revolução Francesa, igualmente ao historiador Alfred François Nettement.
No início do século XX, os livros do historiador francês Augustin Cochin, escrito a partir de um ponto de vista sociológico, assinala a Maçonaria como uma das principais forças a instigar a revolução, igualmente o jornalista Maurício Talmeyr vários anos depois.

### O governo dos Estados Unidos infiltrado pelos Illuminati
As teorias de conspiração afirmam que alguns pais fundadores dos Estados Unidos, alguns dos quais eram maçons, teriam sido corrompidos pelos Illuminati. Esta teoria da conspiração muito antiga ainda é suportada, incluindo pelo escritor americano Anthony Cyril Sutton que acredita que a influência dos Illuminati no governo norte-americano dá-se através da fraternidade colegiada da Universidade de Yale: o Skull and Bones.

### O Grande Selo dos Estados Unidos como um símbolo dos Illuminati

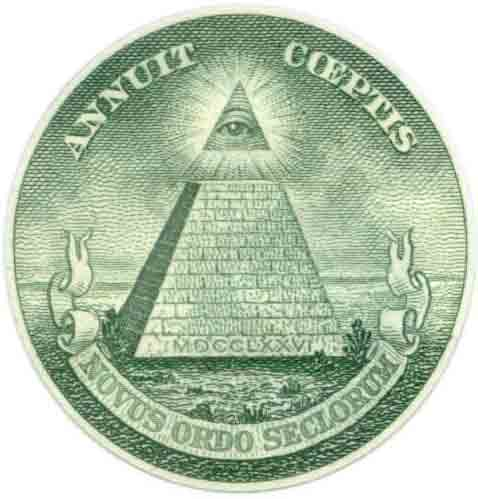
O olho que tudo vê e a pirâmide inacabada na nota de um dólar.

A pirâmide com o olho que tudo vê e o lema Novus Ordo Seclorum no Grande Selo dos Estados Unidos, é considerado um símbolo dos Illuminati.

O Grande Selo dos Estados Unidos da América, particularmente visível na nota de um dólar, que representa uma pirâmide cujo topo é iluminado pelo Olho da Providência. Acima está inscrito o lema Annuit cœptis, e abaixo, Novus ordo seclorum. A inscrição (MDCCLXXVI) na base da pirâmide corresponde ao valor de 1776 em algarismos romanos.
Estes símbolos são citados pelos teóricos da conspiração, como exemplos da presença e do poder dos Illuminati: segundo eles, o selo mostra um olho claro que domina uma base cega e, portanto, simboliza a elite onisciente controlando o povo; Annuit Coeptis ("Ele tem ajudado o que começamos") é um grito de vitória dos conspiradores; já Novus Ordo Seclorum ("Nova Ordem Secular") indica que o novo regime, rebelde, é independente da Igreja, e as palavras MDCCLXXVI voltam para o ano da fundação dos Illuminati, senhores secretos do governo norte-americano.
Na verdade, esses símbolos das correntes esotéricas surgiram antes dos Illuminati. O olho no triângulo é uma representação do Deus da Renascença. Quanto à pirâmide inacabada, sugerido por Francis Hopkinson a comissão que projetou o Grande Selo dos Estados Unidos, representa a nova nação, destinada a durar séculos, como as famosas pirâmides do Egito. Possui 13 linhas de pedras que representam as 13 colônias originais, sob o olhar da Providência, à imagem de Deus olhando por eles. Finalmente, a inscrição (MDCCLXXVI) na base da pirâmide não está lá para marcar o ano da fundação dos Illuminati, mas o da Declaração de Independência dos Estados Unidos.
A confusão na análise e identificação do simbolismo dos Illuminati encontra-se na tentativa de se apropriar dessa associação a Maçonaria, sobretudo, no momento da infiltração dentro das fileiras maçônicas, gerando que os Illuminati (que originalmente não tinham símbolos ou caracteres especiais), subscrevem com os símbolos maçônicos, isto faz com que o simbolismo maçônico seja muito confundido com o simbolismo dos Illuminati, este é o caso do olho que tudo vê, ou de frases relacionadas.

### Os Illuminati como autores das guerras mundiais
Os defensores dessas teorias, citam a suposta existência de uma série de cartas escritas entre 1870 e 1871, prevendo as duas guerras mundiais (embora fossem conhecidas após as duas guerras) que seriam mantidas em um arquivo da biblioteca do Museu Britânico entre um antigo militar confederado, Albert Pike (na verdade o único representante da Confederação, enquanto um membro ativo da Ku Klux Klan, homenageado com uma estátua em Washington DC) e o maçom e Carbonari Giuseppe Mazzini, filósofo e político italiano, que procurou unificar os estados italianos e que supostamente tinha sido selecionado pelos Illuminati para dirigir suas operações mundiais em 1834. O Museu Britânico nega a existência de tais cartas. De acordo com William Guy Carr, uma das cartas é datada de 15 de agosto de 1871 e teria sido escrita por Pike para Mazzini:
“A Segunda Guerra Mundial deve ser fomentada por forma a tirar vantagem das diferenças entre as facções ultraconservadoras e os sionistas políticos. Esta guerra tem de surgir de forma a que as ditaduras sejam destruídas e o sionismo político se torne forte suficiente para instituir um Estado soberano de Israel na Palestina que era reivindicado desde tempos imemoriais pelas comunidades judaicas. Durante a Segunda Guerra Mundial, o comunismo internacional tem de se tornar forte suficiente de forma a contrabalançar a Cristandade, o qual deverá então ser refreado e contido em cheque, até ao momento em que nós voltaremos a necessitar dele para o derradeiro cataclismo social.”
“A Terceira Guerra Mundial tem de ser fomentada de forma a tirar vantagem das diferenças causadas pelos agentes Illuminati entre os Sionistas políticos e os líderes do mundo Islâmico. Esta guerra tem de ser conduzida de forma a que o Islão (Mundo Árabe Muçulmano) e o Sionismo político (Estado de Israel) se destruam mutuamente. Entretanto as outras nações, mais uma vez divididas nesta matéria serão constrangidas a lutar até ao ponto de completa exaustão física, moral, espiritual e económica. Nós iremos então libertar os niilistas e os ateus, e então iremos provocar um formidável cataclismo social em que em todo o seu horror mostrará claramente a todas as nações as consequências do ateísmo absoluto, origem de selvajaria e agitação sangrenta.

## Conspiração judaico-maçônico-comunista mundial

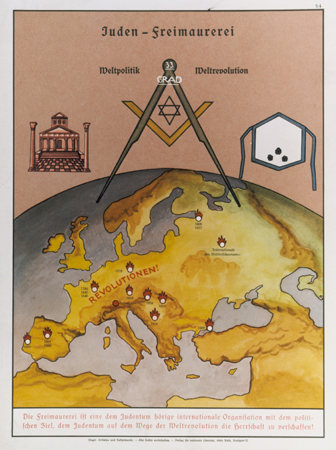
Cartaz alemão de 1935, dizendo: "política mundial - revolução mundial. A Maçonaria é uma organização internacional em dívida com os judeus, com o objetivo de estabelecer políticas de dominação judaica através revolução mundial"..

Teorias conspiratórias afirmam que a maçonaria é uma frente judaica para a dominação mundial, ou seja, pelo menos, é controlada pelos judeus para este objetivo. Um exemplo disto seria o famoso Os Protocolos dos Sábios de Sião, um documento, publicado em 1903, alegando uma conspiração judaico-maçônica para alcançar a dominação mundial. Já foi provado por respeitados acadêmicos internacionais, como um caso claro de plágio. Os Protocolos propagaram a ideia de que um grupo influente de pessoas (tido como os Illuminati), a qual tem como braço a Maçonaria que pratica cabala judaica, está conspirando governar o mundo em nome de todos os judeus, porque eles acreditam ser o povo escolhido de Deus. O fato de Karl Marx ter nascido em uma família judia, juntamente com a origem judaica, de alguns proeminentes líderes comunistas, tornou possível adicionar o movimento operário para a conspiração, como participantes da mesma ideologia.
Os Protocolos é uma obra de ficção, escrito intencionalmente para culpar os judeus por uma variedade de males. Aqueles que os distribuem afirmam que documenta uma conspiração judaica para dominar o mundo. Mas a conspiração e seus supostos líderes, conhecidos como os "Sábios de Sião", nuncam existiram. Alguns dos temas abordados no texto são:
| Temas | Protocolos                  |
| --- | --------------------------- |
| Liberdade fictícia na política. | 1                           |
| Promoção de tendências subversivas na ciência e na arte.                                                                               | 2                           |
| Guerras econômicas. | 2                           |
| Guerras mundiais e conflitos internos.                                                                                                 | 7                           |
| Revoluções mundiais. | 15                          |
| Direitos fictícios para as massas. | 3                           |
| Estabelecimento do comunismo. | 3, 9                        |
| Controle da imprensa | 2, 7, 9, 10, 12, 13, 17, 19 |
| Corrupção política dos não-judeus e suas leis                                                                                          | 9                           |
| A vitória judaica pelo voto do povo, o sufrágio universal e o despotismo das massas.                                                   | 10                          |
| Liberdade, igualdade e fraternidade. (Liberté, égalité, fraternité)                                                                    | 1, 9                        |
| Instabilidade das constituições | 3                           |
| Charlatanismo parlamentarista. | 3                           |
| Entorpecimento dos jovens através da educação com base em falsas teorias e princípios.                                                 | 9                           |
| Promoção de distrações, para evitar a reflexão dos gentios: jogos, entretenimento, passatempos, prostituição e atividades desportivas. | 13                          |
| Destruição do cristianismo e outras religiões, o declínio da fé religiosa em geral, e o culto ao dinheiro.                             | 4, 17                       |
| Descrédito dos sacerdotes cristãos, diminuição de sua influência.                                                                      | 17                          |
| Importância e acumulação do ouro. | 2, 3, 4, 5, 14, 15, 20, 22  |
| Importância do antissemitismo para a causa.                                                                                            | 9                           |
| Educação superficial e supressão da liberdade acadêmica, de pensamento crítico.                                                        | 5, 15                       |
| Manipulação e falsificação da História.                                                                                                | 16, 19                      |
| Anarquia entre os trabalhadores e sua habituação ao álcool e encarecimento dos produtos de primeira necessidade.                       | 6                           |
| Controle da economia por vía da especulação.                                                                                           | 4, 6                        |
| Crises econômicas, geração de dívidas por empréstimos.                                                                                 | 20, 21                      |
| Monopólios. | 5, 6                        |
| Governo mundial. | 5, 6, 9, 10                 |
| Destruição das nacionalidades, fronteiras e da diversidade das moedas.                                                                 | 10                          |
| Proibições das sociedades secretas. | 15                          |
| Propagação de ideias, como darwinismo, marxismo, nietzscheísmo, liberalismo, socialismo, comunismo, anarquismo, etc.                   | 2, 9, 10, 12, 15            |
| Propagação do materialismo. | 16                          |
| Estabelecimento final da ordem e do verdadeiro bem, os judeus são os benfeitores da humanidade, pois são predestinados por Deus.       | 22                          |

## Nova Ordem Mundial
Essa teoria conspiratória afirma que um pequeno grupo internacional de elites (os Illuminati) controlam e manipulam os governos, as indústrias e os meios de comunicação em todo o mundo. A principal ferramenta que eles usam para dominar as nações é o sistema de banco central. São ditos terem financiado e, em alguns casos, causados a maior parte das guerras dos últimos 200 anos, principalmente através da realização de operações de falsa bandeira para manipular populações em apoiá-los, e eles têm um controle sobre a economia mundial, causando deliberadamente a inflação e depressões a sua vontade. Os cooperadores que trabalham para a Nova Ordem Mundial seriam colocados em posições elevadas nos governos e nas indústrias. As pessoas por trás da Nova Ordem Mundial seriam banqueiros internacionais, especialmente os proprietários dos bancos privados na Reserva Federal dos Estados Unidos da América, no Banco da Inglaterra e de outros bancos centrais, e os membros do Council on Foreign Relations, Comissão Trilateral e o Clube de Bilderberg. A Nova Ordem Mundial também controla organizações supranacionais e mundiais, como a União Europeia, as Nações Unidas, o Banco Mundial, o Fundo Monetário Internacional e com a proposta de União Norte Americana. O termo ganhou popularidade após a sua utilização no início da década de 1990, pela primeira vez pelo presidente George H. W. Bush, quando se referiu ao seu "sonho de uma Nova Ordem Mundial", no seu discurso ao Congresso dos Estados Unidos em 11 de setembro de 1990.
O conceito deste governo sombra data antes de 1990 e é acusado de ser o mesmo grupo de pessoas que, entre outras coisas, criou o Federal Reserve Act (1913), apoiou a Revolução Bolchevique (1917), e apoiou a ascensão do Partido Nazista na Alemanha, todos para a sua própria agenda. . O Banco Mundial e bancos centrais nacionais são acusados de serem os instrumentos da Nova Ordem Mundial; guerras geram enormes lucros para os bancos centrais, porque as despesas públicas (ou seja, empréstimos a juros a partir dos bancos centrais) aumentam drasticamente em tempos de guerra.